# XDA Developers
XDA Developers(エックスディーエー デベロッパー)は、JB Online Mediaが運営している開発者向けのコミュニティサイトである。主に、様々なOSやモバイル端末についての議論、トラブルシューティング、バグの報告、開発、ROMのアップデート、端末のレビューなど、さまざまな情報提供や共有を行う。2015年6月時点で会員数は660万に上っている。
「XDA Developers」という名前は、「余分な」機能を多く備えたPDA(携帯情報端末)として販売されていた「O2 XDA」という端末に由来する。

## 概要
XDA Developersは携帯電話ソフトウェアの開発や議論を行うために2002年12月20日、オランダのNAH6 Crypto Productsによって開設された。2011年1月10日、アメリカのJB Online Mediaによって買収された。 
ここでは、Android、Sailfish OS、Windows Phone、WebOS、Ubuntu Touch、Firefox OS、Tizen、Wear OS by Googleなどの各携帯電話、タブレット、ウェアラブル端末や他の多くの端末についてのディスカッション、トラブルシューティング、開発について議論されている。 また、一部の端末において、開発者向けの情報の他に、デバイス、 ROMのアップグレード、テクニカルサポート、Q&A、デバイスアプリケーションおよびアクセサリのレビューに関する一般的な情報も提供している。Google、Sony Mobile、HTC、Samsung、LG Electronics、Motorolaなど多くのメーカーが製造している携帯電話のモデルごとに別々のフォーラムが存在している。